# Faiava Lasi
Faiava Lasi est un îlot de Nukufetau, Tuvalu, qui est immédiatement au sud de l'îlot Lafaga au nord-est de l'atoll Nukufetau,.